# Bonyhádi Petőfi Sándor Evangélikus Gimnázium
A Bonyhádi Petőfi Sándor Evangélikus Gimnázium Tolna vármegye egyik nagy múltú és eredményes középfokú oktatási intézménye, melynek fenntartója a magyar evangélikus egyház.
Az eredetileg 1806-ban Sárszentlőrincen alapított intézmény 1870-ben Bonyhádra költözött. Azóta többször is bővült, 1935 óta saját kollégiuma van, míg 2017. szeptember 1-től az egykori Vörösmarty Mihály Általános Iskolát vette át az intézmény. 2019. szeptember 1. óta pedig alapfokú művészetoktatási intézménnyé vált, azóta az oktatási komplexum hivatalos neve Bonyhádi Petőfi Sándor Evangélikus Gimnázium, Kollégium, Általános Iskola és Alapfokú Művészeti Intézmény.

## Az intézmény története

### A sárszentlőrinci kezdetek
Az iskolát a jelentős számú evangélikus lakosság szándéka szerint 1806-ban alapították Sárszentlőrincen. Az intézmény feladata hazafias érzelmű, a nyelvben jártas tanítók képzése, valamint a továbbtanulni vágyó ifjaknak a megfelelő műveltség megadása volt. Az 1790-es években épült, L alakú épületben kezdte meg működését az intézmény, amely 1806 és 1853 között úgynevezett Schola Trivalis, vagyis három évfolyamú kisgimnázium volt. Ebben az időszakban volt itt kisdiák az evangélikus Petrovics Sándor 1831–33 között, aki később Petőfi Sándor néven vált országosan ismertté. Sárszentlőrincen Illyés Gyula és Lázár Ervin mellett az ő emlékét is aktívan ápolják mind a mai napig.
A korszak legendás tanára volt Lehr András, aki 1831 és 1853 között tanított Sárszentlőrincen, a fiatal Petőfit ő ismertette meg a latin nyelvvel és a klasszikus irodalommal. A nagy előd tiszteletére a tantestület a kiemelkedő gimnazisták általános iskolai mentortanárait elismerő díját róla nevezte el. A tanító később haláláig a soproni evangélikus líceumban oktatott, fiai szintén tanárok lettek, Lehr Zsigmond műfordító, Lehr Albert pedig a Magyar Tudományos Akadémia tagja lett.
Maga az intézmény idővel kinőtte a kis falut és az épületet is, így felmerült az igény a költöztetésre. Az épületet és a falut végül 1869-ben hagyta el az iskola. A házat az 1930-as években jelentősen átalakították, napjainkban műemlék, a homlokzatán pedig több emléktábla és dombormű állít emléket az egykori gimnáziumnak és az itt tanuló Petőfinek.

### Költözés Bonyhádra
1870-ben a Völgység akkori virágzó központjába, Bonyhádra telepítették át az intézményt, mivel itt nagy számú evangélikus lakosság élt. Az algimnáziummá váló épület a mai Bajcsy-Zsilinszky utcai régi épületben kapott helyet, mely a jelenlegi formáját 1887-ben nyerte el. Ebben az időben, 1894-ben adták át Tolna vármegye első tornatermét is, amelyet a mai napig is használnak. Az intézmény fejlődését a szekszárdi politikusok akadályozzák, és a megyeszékhely fejlesztését erőltetik, így csak több éves csúszással, 1906-ban kapja meg a főgimnáziummá minősítést, és elindulhat a nyolcosztályos képzés.
Az intézmény centenáriumi ünnepségén elhatározzák egy új épület létrehozását, amely képes a megnövekedett létszámú diákságot befogadni. A példás összefogással másfél év alatt felépített új, szecessziós stílusú főépületet 1908-ban adták át az egykori Szén utcában, amely 1934 óta Kossuth Lajos nevét viseli.
Az első világháború és az azt követő vörösterror több gimnáziumi tanár és diák életét követelte, akiknek emléktáblát állítottak a bejárat mellett. Ebben az időszakban volt az intézmény diákja Illyés Gyula, aki 1914 és 1916 között tanult itt. 1935-ben átadták az internátus új épületét, de az eredetileg tervezett 2 emeletes épületnek csupán az egyik 1 emeletes szárnya készült el a főbejárattal és a lépcsőházzal együtt, melyek a kor színvonalán igazán modernnek számítottak. A földszinten tanulószobákat, az emeleten hálóhelyiségeket alakítottak ki.
Az 1930-as években a Völgységet Németországból érkező náci agitátorok járták, hogy a helyi svábokat megnyerjék a nagynémet ügynek. A gimnázium (sokszor sváb) tanulói önkéntes alapon jelentős aknamunkát fejtettek ki a szerintük hazaárulók tevékenysége ellen, a diákcsínyektől kezdve a komolyabb károkozásokig, pl. ablakok betöréséig vagy a politikai gyűlések félbeszakításáig is elmentek. Fő célpontjuk, a később a Volksbund alelnökévé váló Mühl Henrik többször is feljelentette a gimnazistákat, ellehetetlenítő és lejárató kampányokat folytatott ellenük, de legtöbbször céljával ellentétes hatást ért el, mivel a fiatalokat az iskolájukban hősnek tekintették, továbbtanulásuk esetén az új intézményeikben megdicsérték vagy akár elő is léptették őket. A gimnázium tanárainak elévülhetetlen érdemeik voltak a náciellenes és magyar párti Hűséggel a Hazához mozgalom megalapításában.

### Az államosítás után
A második világháborút az intézmény viszonylag épségben megúszta, habár 1944. november 30. és 1945. márciusa között a gimnázium és a kollégium épülete szovjet hadikórházként működött, így felújításra szorult. Ezt követően a politikai helyzet megváltozott, így a komoly ellenállás ellenére az evangélikus egyháztól elvették az intézményt, ami így az 1948. június 16-án megszavazott törvény értelmében állami gimnázium lett. 1949-ben az intézmény Petőfi Sándor halálának centenáriuma alkalmából felvette egykori diákjának a nevét. Az intézményről később leválasztották a „tápintézetet,” a tápintézeti vezető lakását és a régi gimnázium tömbjét is. Ezek ellenére mindvégig magas szintű képzés jellemezte a gimnáziumot, ekkoriban az ország egyik legjobb intézménye volt matematikából és fizikából is. Sok később híressé vált ember tanult itt ebben az időszakban.

### Visszakerülés az egyházhoz, és a jelen
Az állami gimnázium 1992-ben került vissza az evangélikus egyház tulajdonába, miután ezt a tantestület és a városvezetés is egyaránt támogatta. Az épület teljes körű külső felújítása után befejezték a kollégium bővítését is, így 1996-ban új, 160 férőhelyes, modern stílusú kollégiumi szárnnyal bővült az intézmény. 2001-től a gimnázium alapító tagja lett az Arany János Tehetséggondozó Programnak, így ennek keretében jött létre az 5 évfolyamos D osztály. A 2001–2002-es tanévben az intézmény volt a házigazdája az országos tanévnyitó ünnepségnek.
Az intézmény 2006-ban ünnepelte alapításának bicentenáriumát, ennek keretében több felújítást, ünnepségeket és szoboravatást is tartottak. A 2013–14-es tanév elején Ónodi Szabolcs igazgató 14 évnyi intézményvezetés után nyugdíjba vonult, utóda Andorka Gábor lett. 2014-ben indult az első E osztály, amely a korábbi természettudományos C osztályból vált ki biológia-kémia tematikával. 2015-től fogva több év alatt felújították az épületek többségét, és több emlékművet és szobrot is avattak a nagy területű kertben, köztük Magyarország első Szilassi-poliéder szobrát és a reformáció 500. évfordulójának emlékművét.
2017-től az evangélikus egyház átvette az egyik bonyhádi általános iskolát, így a gimnázium az egyházi oktatási intézménykomplexum egyik részévé vált. Az ezt követő években további jelentős építkezések kezdődtek el, 2018-tól felújították a kollégium fürdőszobáit, 2020-ban a régi gimnázium lebontott épületszárnyának modern pótlását kezdték meg, míg 2021-ben az Atlétikai Centrum 400 m2-es bővítése indult el mintegy 300 millió forintnyi támogatásból.

## A gimnázium létesítményei

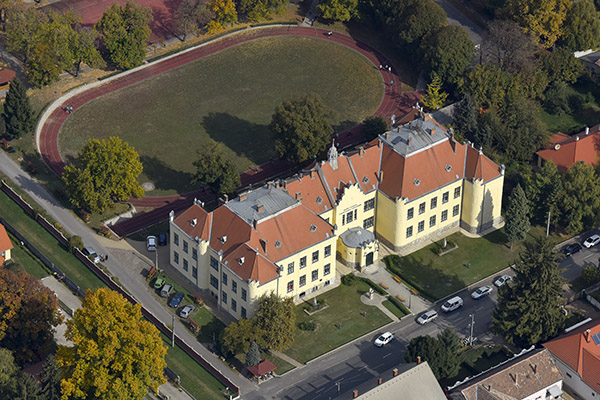
A főépület és a Forberger László-futópálya légi felvételen

A gimnázium 4,7 hektáros területen fekszik, melyen számos épület, sportpálya, szobor és kert található.

### A gimnázium főépülete
Az intézmény főépülete, más néven A épület egy nagy méretű, egyemeletes, szecessziós stílusban épült létesítmény, amelynek homlokzata a Kossuth Lajos utcára néz. Építését 1907-ben kezdték meg, majd a következő év szeptemberében már át is adták. Az épület terveit a kor egyik legfoglalkoztatottabb építésze, Baumgarten Sándor készítette, a kivitelezést pedig egy helyi vállalkozás, Péter Dániel és fiai végezték. Az összköltség 226 000 koronát tett ki. Az épület a város egyik jelképe, emellett műemléki védelem alatt áll. Az utolsó komolyabb felújítását 2016 és 2019 közt szakaszosan végezték. Sor került a nyílászárók korszerűsítésére, az épület újrafestésére, valamint a folyosók és több tanterem modernizációjára.
A bejárati kapu ikonikus kilincse többek közt a Bonyhádi Öregdiák Szövetség jelképe is. Innen továbbhaladva egy kis szélfogó helyiségbe érünk, majd onnan a portára és a magasföldszintre. A jobb szárnyat az igazgatóság, a tanári terem, a könyvtár és további irodahelyiségek foglalják el. A földszint bal szárnyán található 3 tanterem és a 2 labor tanterem a kémiai szertárral, a nagyobb termet 2019-ben újították fel.
A folyosó végéről lehet az alagsorba lejutni, ahol 4 tanterem mellett a könyvtár raktárhelyisége található. A központi lépcsőházból lefelé a hátsó kijárathoz, míg felfelé menve az emeletre jutunk. Itt középen egy ülőhelyekkel ellátott terület van, melynek oldalaira a neves öregdiákok emléktáblái kerültek. A jobb szárny északi oldalát a 2019-ben felújított biológia szaktanterem, a szertár, valamint a földrajz terem foglalja el, míg velük szembe 3 tanterem nyílik. A folyosót a Fábián Tamás Emlékkiállítás zárja. A Bal szárny déli felén a fizika tanterem és a szertára, valamint 4 terem található, itt a folyosót a büfé zárja. A szintén felújított mosdók a lépcsőház mellől nyílnak. A kisebb, lezárt, csak a technikusok által használt lépcsőházon át lehet feljutni a padlásra, de egy beépített lift is található itt a mozgáskorlátozottak részére.

A főépületben van a legtöbb osztály saját tanterme, valamint az eszközigényes és a természettudományos órák helyszínei.

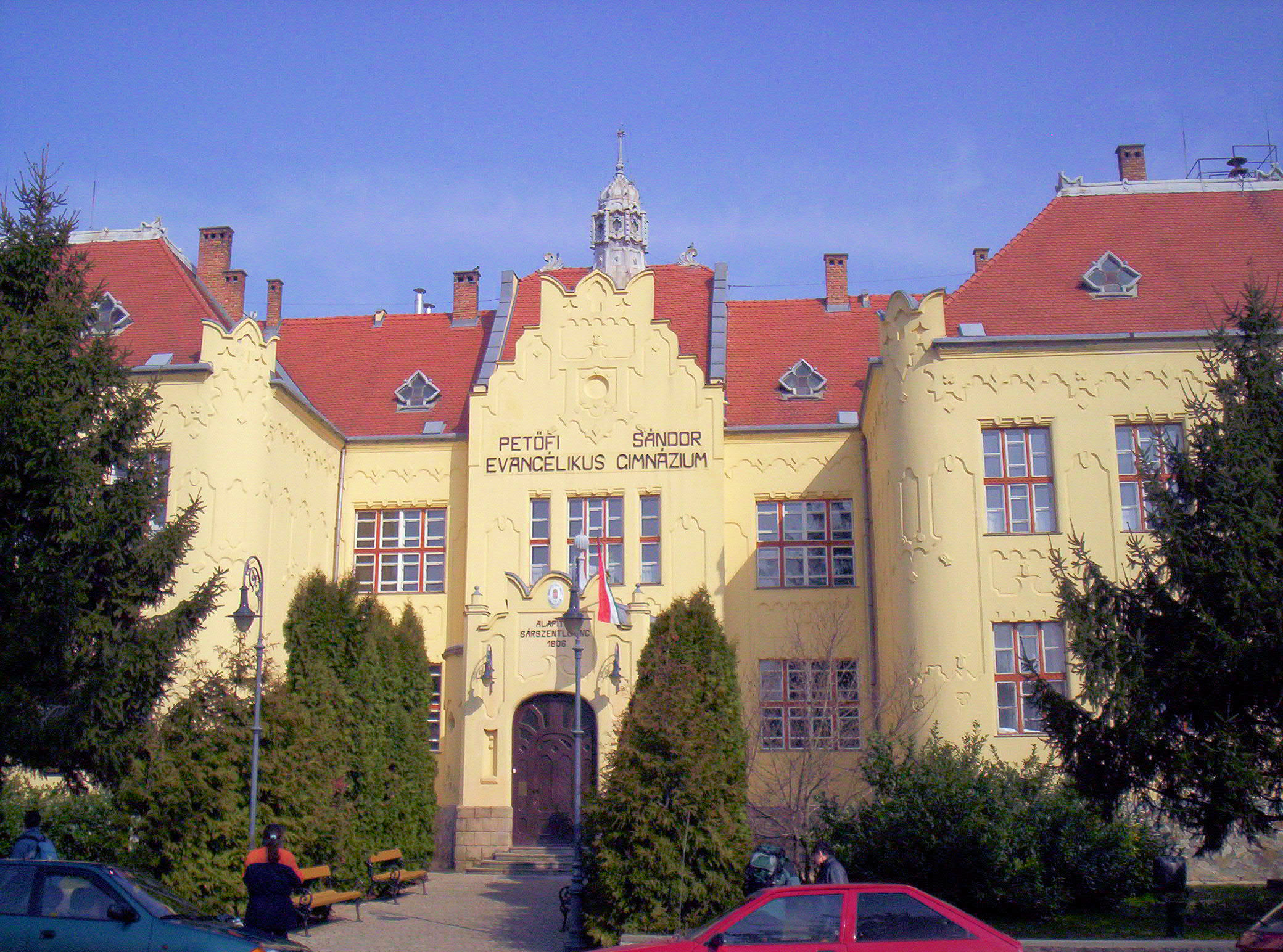
A főépület 2007-ben, az előtérben még meglévő fákkal és bokrokkal
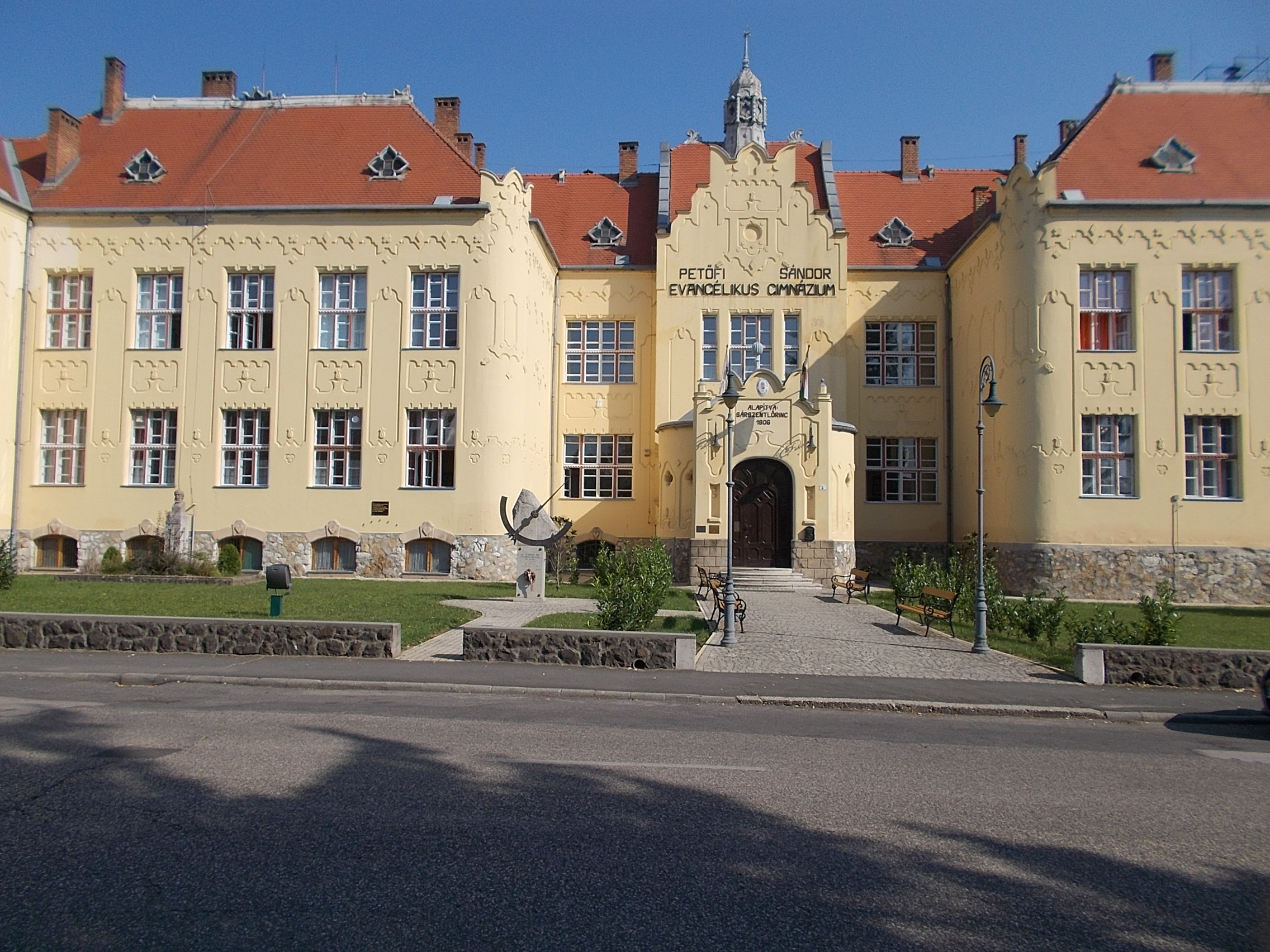
A gimnázium 2016-ban, még a külső felújítások kezdete előtt, immáron fenyőfák és tuják nélkül
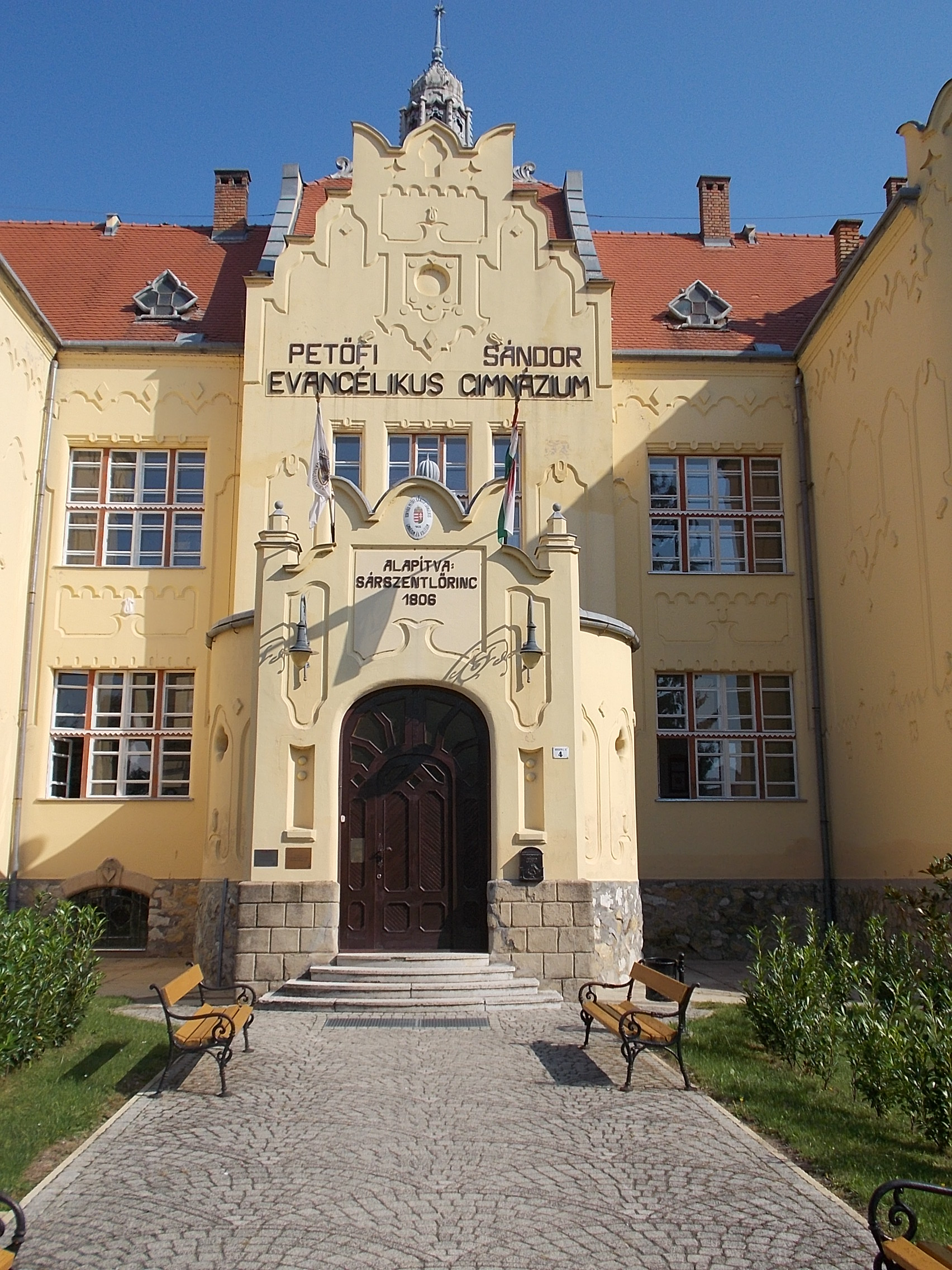
A gimnázium főbejárata
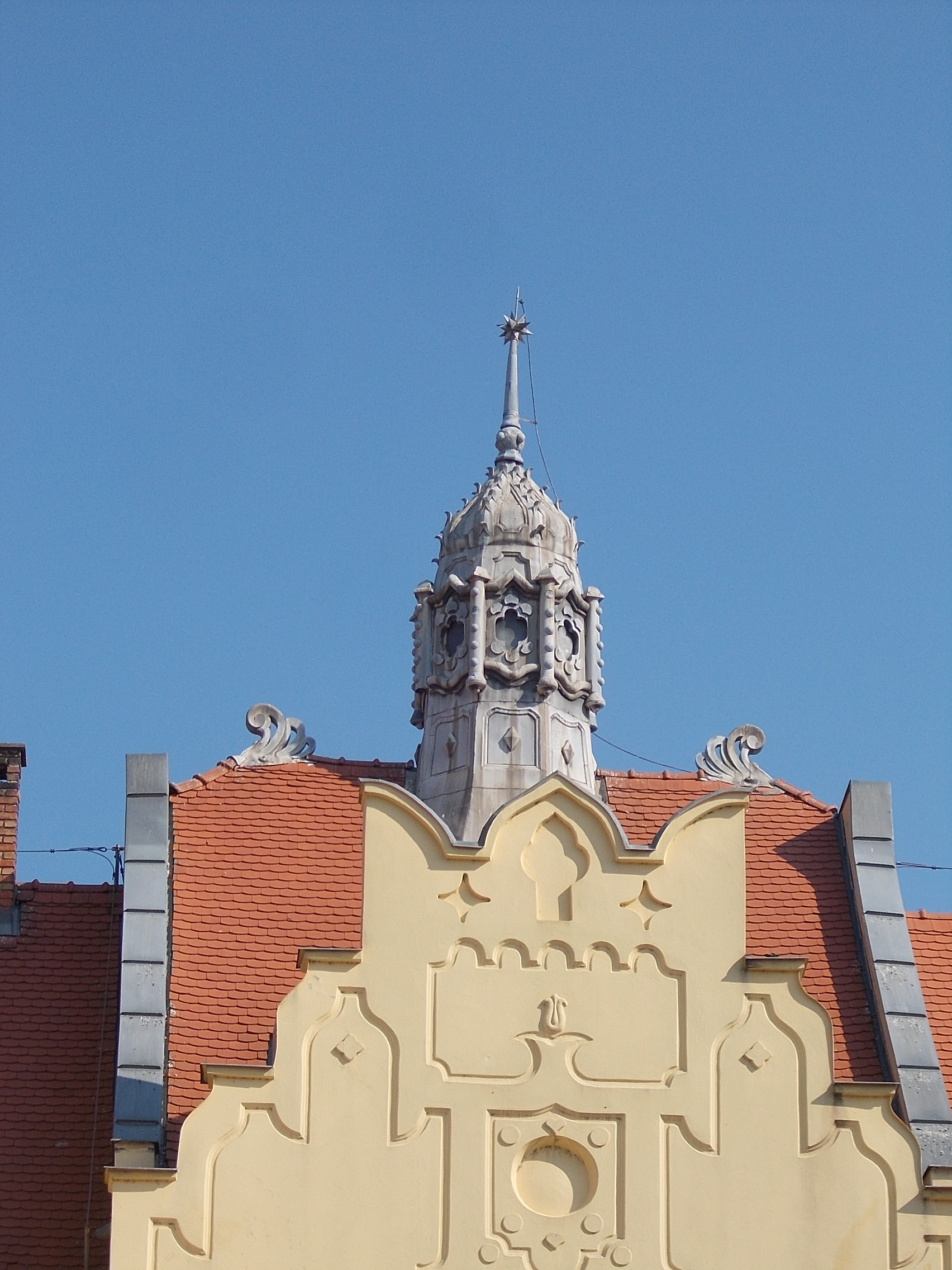
A főépület ikonikus bádogtornya
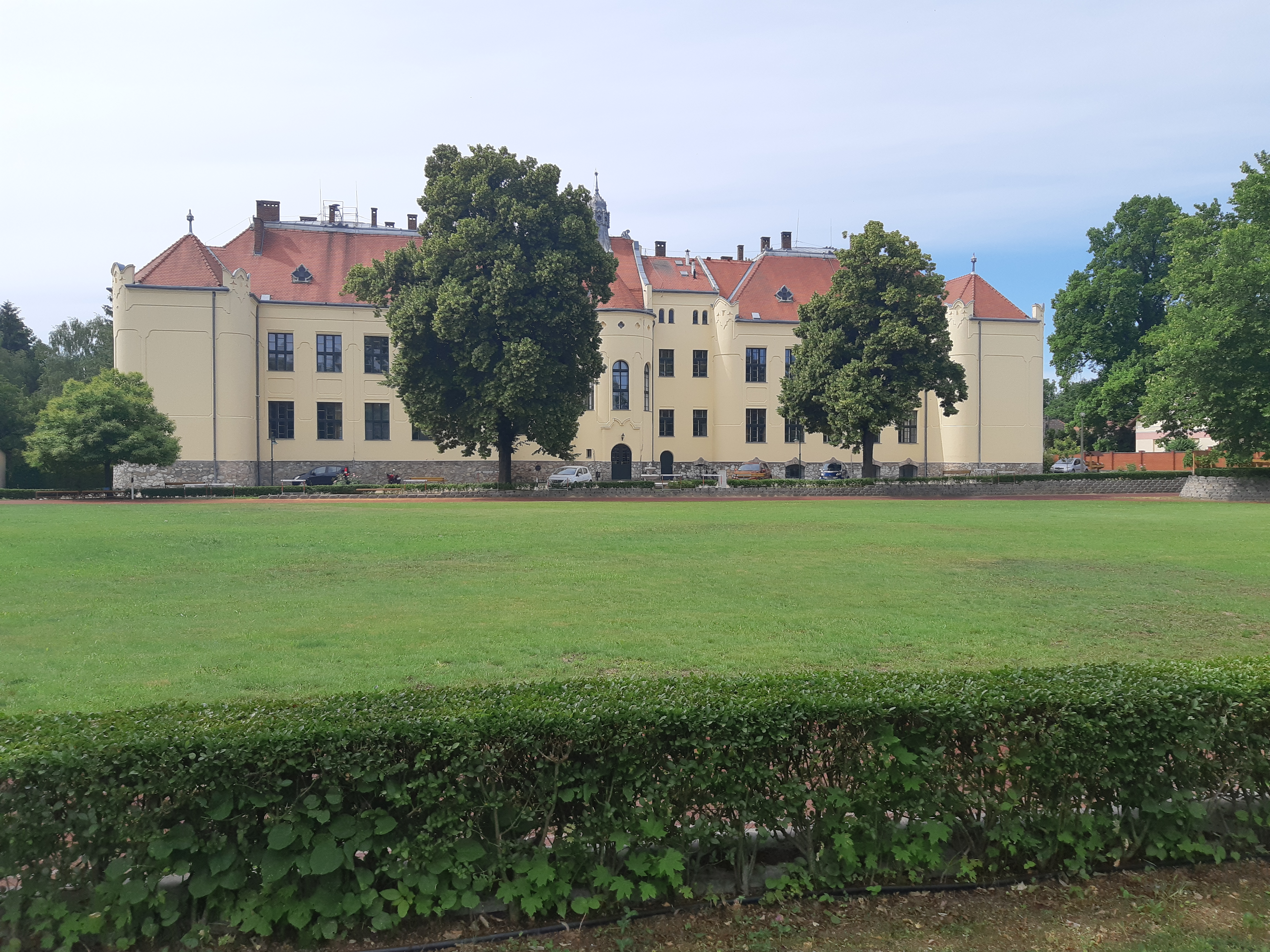
A főépület hátsó homlokzata, előtérben a Forberger László futópályával

### A régi gimnázium épülete és a „Bajcsy”
A régi gimnázium épületébe költözött eredetileg a gimnázium, a Bajcsy-Zsilinszky utca felé néző épület egy klasszicista stílusú építmény, amely jelenlegi kinézetét 1887-ben nyerte el. Az épület eredetileg jóval nagyobb volt, két szárnya között egy kapun lehetett bejutni az udvarra. Azóta már csak az épület bal szárnya áll ebben a formában. Az udvart közel teljesen körbeveszik az újabb épületek, melyekben 10 tantermet, a rajz szaktermet és a szertárát, valamint a pince klubot találjuk. Ezek az épületek igen változatosak, mivel nem egy időben épültek meg.
Az udvart és az azt körülölelő épületeket csak „Bajcsyként” emlegetik az iskolában, így az épületegyüttes a B épület nevet, az itteni termek pedig a B jelölést kapták. Az államosítás után különféle szakiskolákhoz tartozott a terület, ezalatt leromlott az állapotuk, és az udvart is lebetonozták. Miután visszaszerezte a gimnázium, komolyabb felújításon estek át az épületek, valamint parkosították az udvart is. Az épületek szigetelése és tetőcseréje nagyrészt a 2015–16-os tanévben zajlott. A féltetőket elbontották, a z épületeket pedig sárgáról fehérre festették. Az addig múzeumnak használt régi gimnáziumot szigetelték, és 2 új termet alakítottak ki benne, így az iskolatörténeti múzeumot ideiglenesen részlegesen felszámolták. A Bajcsy alatt található az egyik korábbi ház pincerendszere, amelyből kialakításra került a hangulatos pinceklub.
Mivel a tömb minden más résztől elkülönül és messze van, így általában a 10. évfolyam osztályainak, illetve a kisebb csoportos óráknak a helyszíne.

2020-ban jelentős építkezések kezdődtek meg a régi gimnázium egykori jobb szárnyának helyén. A tervek szerint a korábbi téglakerítés helyére egy kétszintes, 6 tantermes épülettömböt fognak építeni, hogy ezzel is kielégítsék az új osztályok miatti megnövekedett tanteremigényt.

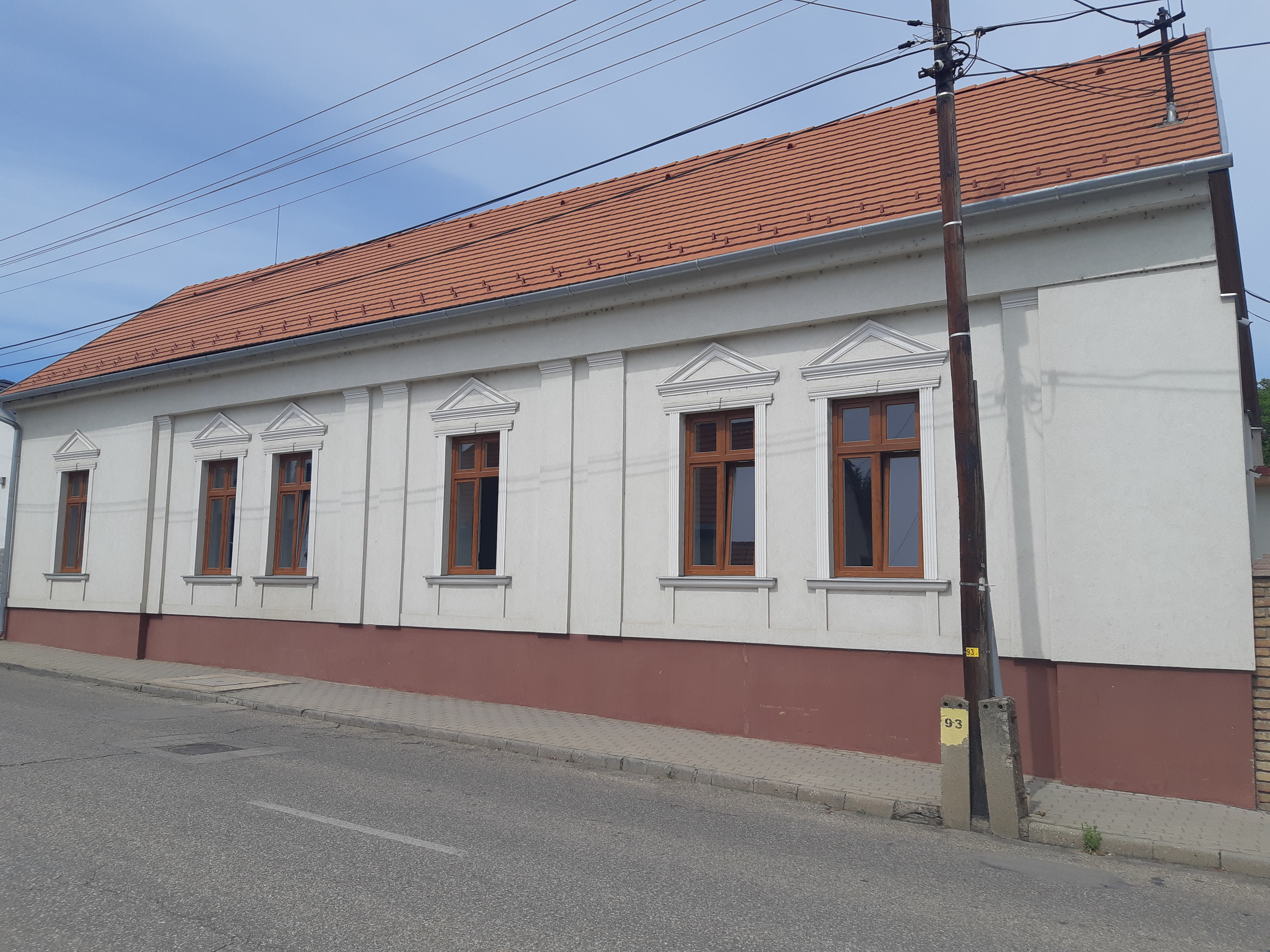
A régi gimnázium felújított klasszicista épülete a Bajcsy-Zsilinszky utca felől
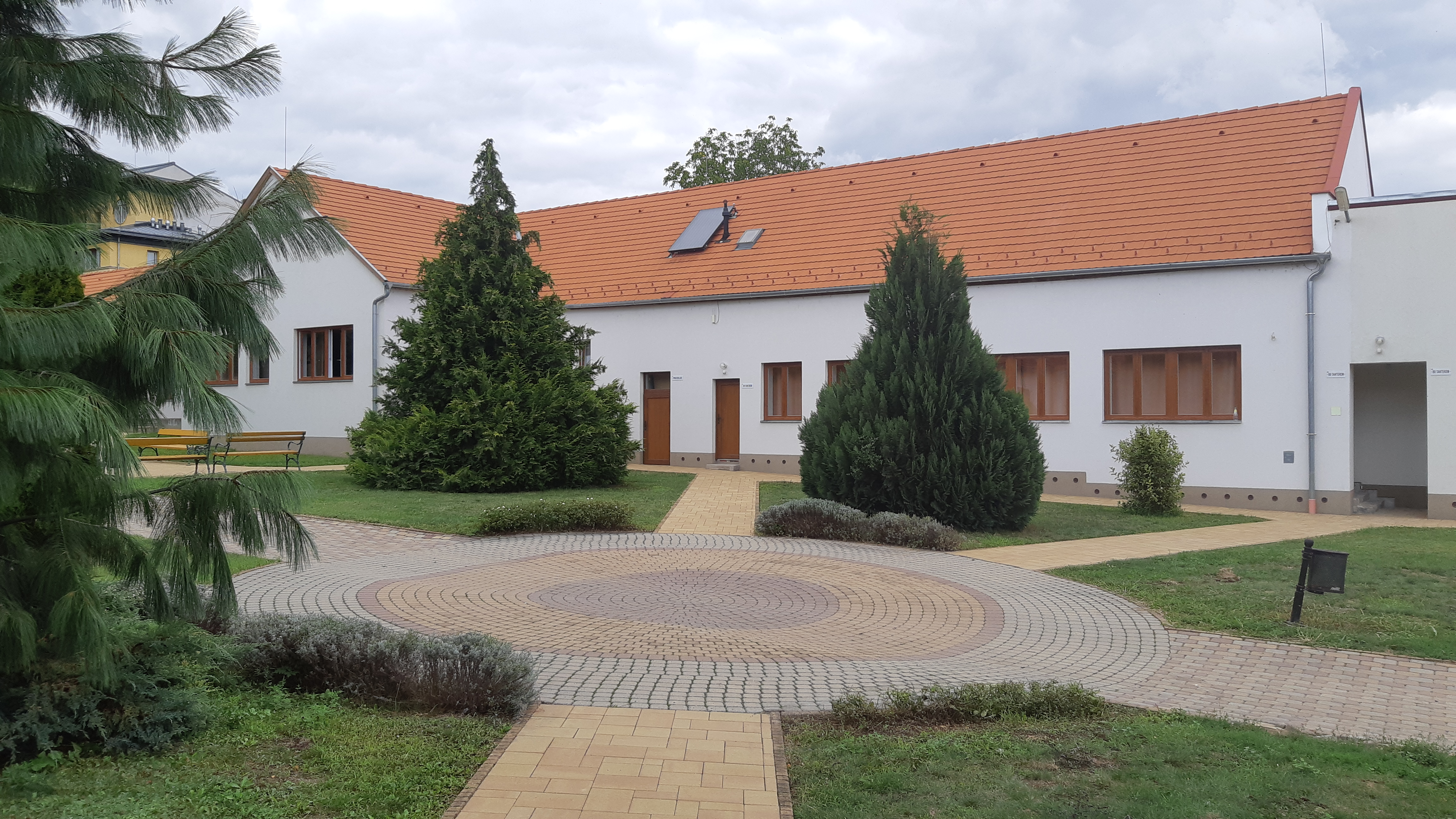
A Bajcsy díszudvara, balra az iskola rajztermével
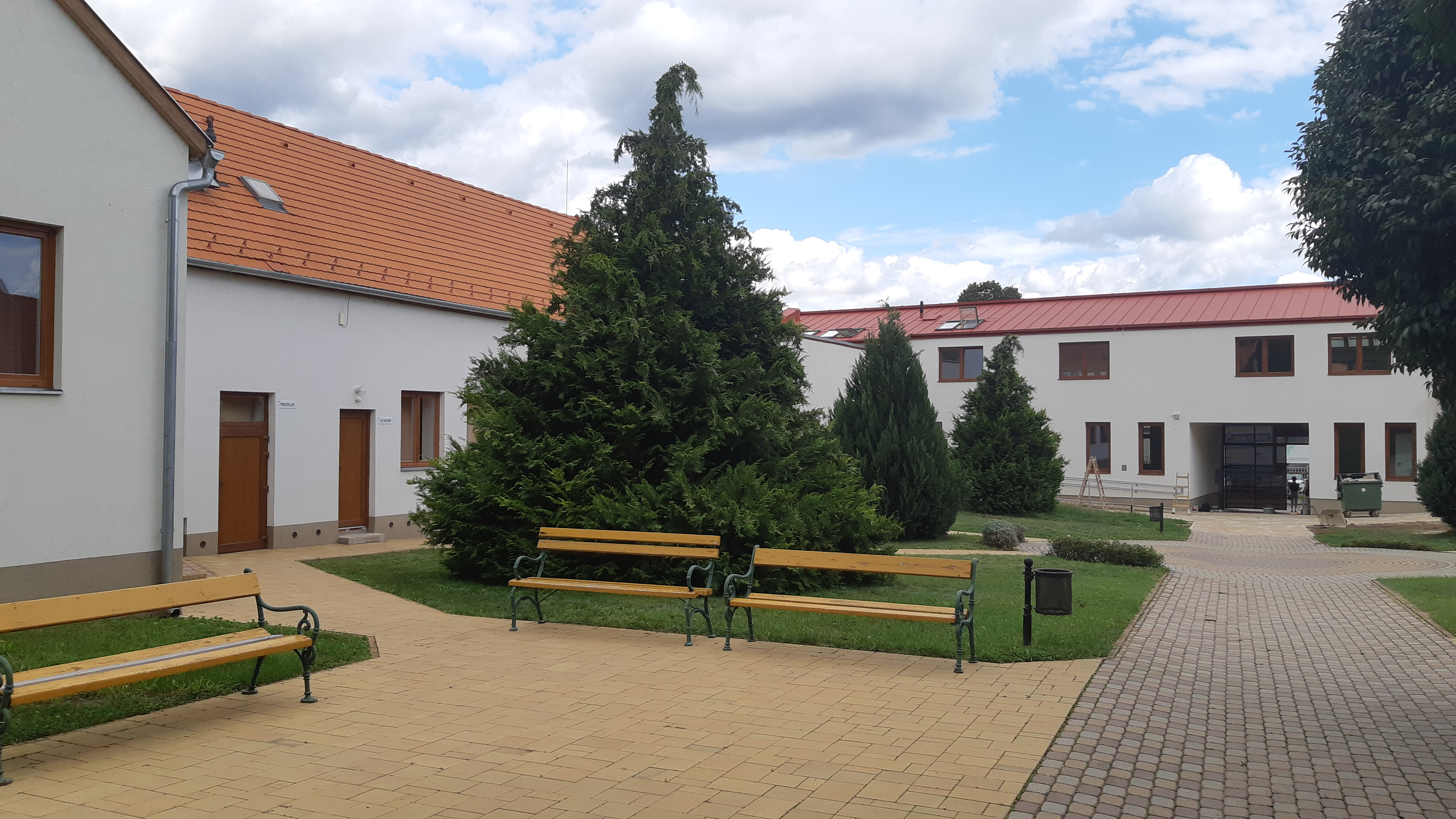
A Bajcsy udvara
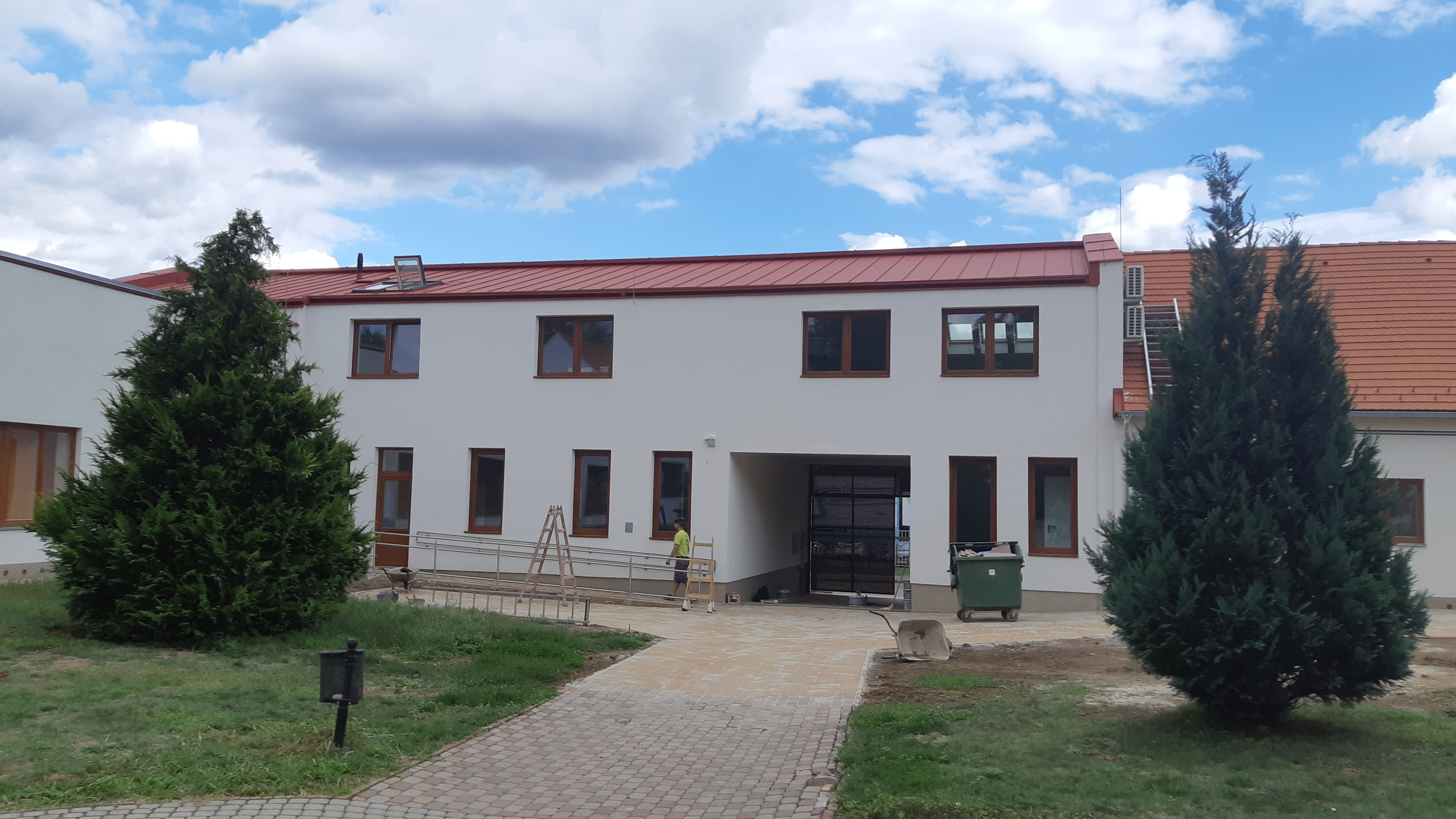
A régi gimnázium lebontott szárnyának helyén épülő új tantermek

### A kollégium
A sárszentlőrinci intézményben a diákokat a környékbeli házaknál szállásolták el. Ez a Bonyhádra költözés után is több évtizedig így maradt. Illyés Gyula egykori szálláshelyét ma emléktábla jelöli a József Attila utcai házon.
A kollégium régi szárnyát 1935-ben adták át. A korabeli képeslapokon látszik, hogy az eredeti épület 2 emelete lett volna, ebből viszont csak az 1 emeletes keleti szárny épült fel, a mai régi szárny. A befejezésre 1996-ig kellett várni, az új szárnyat egy egykori öregdiák, Krähling János tervezte. A kollégium tetőterében került kialakításra a gimnázium díszterme, amelyet 1999-ben adtak át. A kollégiumban található a konyha, 2 ebédlő, egy porta, valamint a nagy méretű klubhelyiség, de különlegességként 2 szauna és egy imaszoba is kialakításra került, a közlekedést két lépcsőház biztosítja. Minden szintnek van egy-egy saját teakonyhája, amely hűtőszekrénnyel, mikrohullámú sütővel, valamint ülőhelyekkel és szelektív hulladékgyűjtőkkel is rendelkezik. Az épületen több fejlesztés is történt: 2015-ben az egykori alagsori tornatermet ebédlővé alakították, hogy ezzel tehermentesítsék a túlzsúfolt földszinti ebédlőt. 2018-ban megszüntették az ikerfürdőszobákat, így az új szárnyon minden szobának saját vizesblokkja lett.
A kollégium koedukált, a fiúk az alagsorban és az alsó két szinten laknak, az első éves lányokat a régi szárnyban, később pedig a 3, és 4. emeleten lévő szobákban helyezik el. A tanulók közel fele, mintegy 300 diák kollégista. A kollégium jelenlegi igazgatója Keszthelyi Zsolt, aki a 15 év után nyugdíjba vonuló Nyitrai Menyhértet követte 2020-ban.

#### A kollégisták minősítése és jutalmazása
Minden, legalább fél évet eltöltött kollégistát besorolnak a tanulmányi és versenyeredményei, valamint közösségi munkája alapján. A legjobb 10% kiváló kollégista minősítést kap, a kevésbé kiemelkedő diákok jó kollégista minősítést szereznek, míg a többiek egyszerűen csak kollégista besorolást kapnak. A címek félévente kerülnek kiosztásra, és különféle kedvezményekkel és jutalmakkal járnak. A legalább jó kollégisták a tanár felügyelte délutáni szilencium helyett a saját szobájukban tanulhatnak, míg a kiváló kollégisták a félévenkénti tablófotózás mellett egy színházlátogatással és vacsorával egybekötött ingyenes jutalomkiránduláson vehetnek részt. 2017 óta kerül kiosztásra az Évfolyam kollégistája-díj, melyet azok közül a tanulók közül szavaznak meg a végzős diákok, akik legfeljebb egyszer nem szerezték meg a legmagasabb minősítést. A 4, az 5 és 6 évfolyamos osztályokból évente legfeljebb egy-egy diák kaphatja meg az elismerést, amely egy kisebb díjjal és a kollégiumi emléktáblára kerüléssel jár.

#### Környezetvédelem a kollégiumban
A teakonyhákban elhelyezett PET-palackgyűjtőkbe a kollégisták PET-zsugorítók használata után helyezhetik el összepréselt palackjaikat. A gyűjtőket az erre jelentkező önkéntes diákok ürítik. A 2019–2020-as évben megrendezésre került az első Kollégiumi Klímahét, amelyen előadásokat hallhattak egy környezettudatos háztartásvezetőtől és egy egyetemi hallgatótól. Ezek után a kollégisták vásárolhattak maguknak vászontasakokat, így a reggelit a környezetszennyező nejlonzacskók helyett ebbe is csomagolhatják.
A PET-palackok kiváltására megindult a kollégiumi szóda csereprogram, melynek keretében a helyi szódás hetente jön az intézménybe, így a kollégista diákok hulladékmentesen és költséghatékonyan ki tudják cserélni az üres üvegeiket . Az első évben a kollégisták mintegy egyhatoda csatlakozott ehhez az akcióhoz.

#### A kollégiumi „Vacsora másként”-ek
Minden hónapban egy adott kollégiumi csoport készül egy tematikus előadással, amelyet vacsora előtt több turnusban lehet megtekinteni. Ezen közösségi alkalmak a Vacsora másként nevet viselik. A konyha ilyenkor nem a szokásos módon van berendezve, és a vacsorát az előadó csoport tálalja fel a diáktársaknak. Az elkészült fogások ilyenkor finomabbak, eltérőek a szokásostól, mivel a hagyomány szerint a vendéglátó csoport dönti el ilyenkor az aznapi menüt, ám ekkor repetázási lehetőség nincs. Ilyen alkalom lehet többek közt az őszi és a tavaszi parti, a szüret, a karácsony, a farsangi jelmezverseny, a végzősöket megajándékozó Mikulás érkezése vagy akár az irodalom és egy ország kultúrája is.

### A Boros Dezső tornaterem

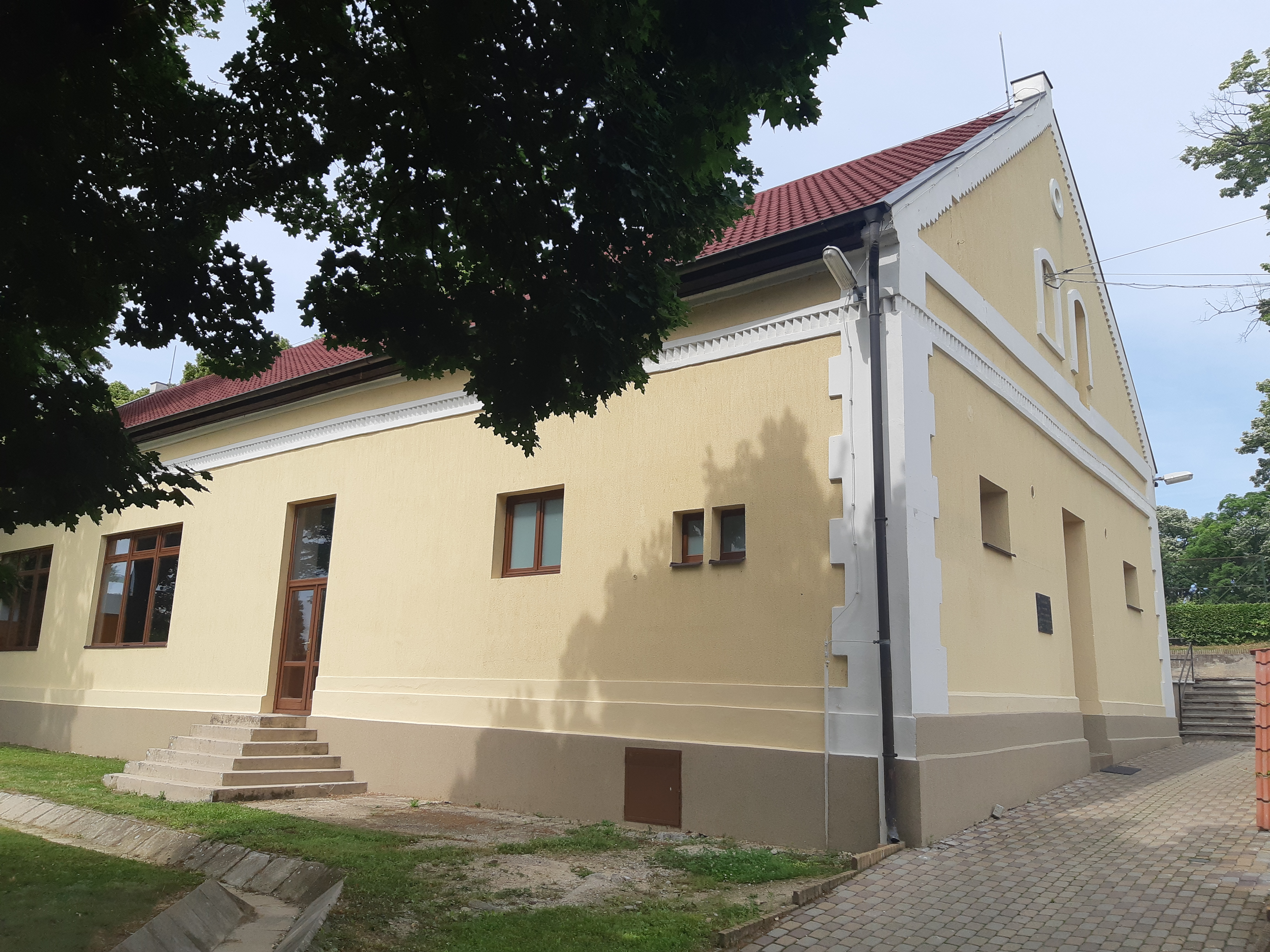
A Boros Dezső-tornaterem a 125 éves évfordulója után, felújított állapotban

A gimnázium Bonyhádra költözése után egyre nagyobb szükség lett egy tornateremre. A leendő épület terveit egy budapesti építész, Kallina Mór készítette el még az 1888–89-es tanévben. Építésére külön bizottság alakult, adományokat gyűjtöttek, végül 1893 tavaszán megkezdődhetett az építkezést. Építésekor a legelső tornacsarnok volt Tolna vármegyében, szilárdságára és teherbírására jellemző, hogy a mai napig használatban van. Még abban ez évben szeptemberre elkészült a 28 m hosszú, 12 m széles épület, amely egy 240 m2 területű tornacsarnokot és 96 m2 területű rajztermet foglalt magába eredetileg. A rajzterem a Bajcsy-épület visszavásárlása után a tornaterem melletti épületbe költözött át, a helyét öltözőkké alakították.
Az idős csarnokot már többször is átépítették, e legutóbbi, 2018-as renoválás során teljes külső-belső felújításon esett át az épület, modernizálták az öltözőket, és lebontották a bejárat előtti boltívet. A munkálatok a terem elkészültének 125. évfordulójára fejeződtek be, melynek keretében ünnepélyesen elnevezték az épületet Boros Dezső tornateremnek a legendás testnevelő tanár emlékére. Ennek keretében egy emléktáblát is felavattak az épület falán.
A tornaterem egyik oldalán mászófal lett kialakítva, így a lelkesebb diákok a falmászást is kipróbálhatják. A terem mellett található egy lövészszoba is, amely a kétszeres olimpiai bajnok Takács Károly nevét viseli. Itt készülnek fel a versenyekre a gimnázium sportlövészei, akik légpisztoly- és légpuska-versenyeken komoly eredményeket érnek el.

### A Bonyhádi Atlétikai Centrum

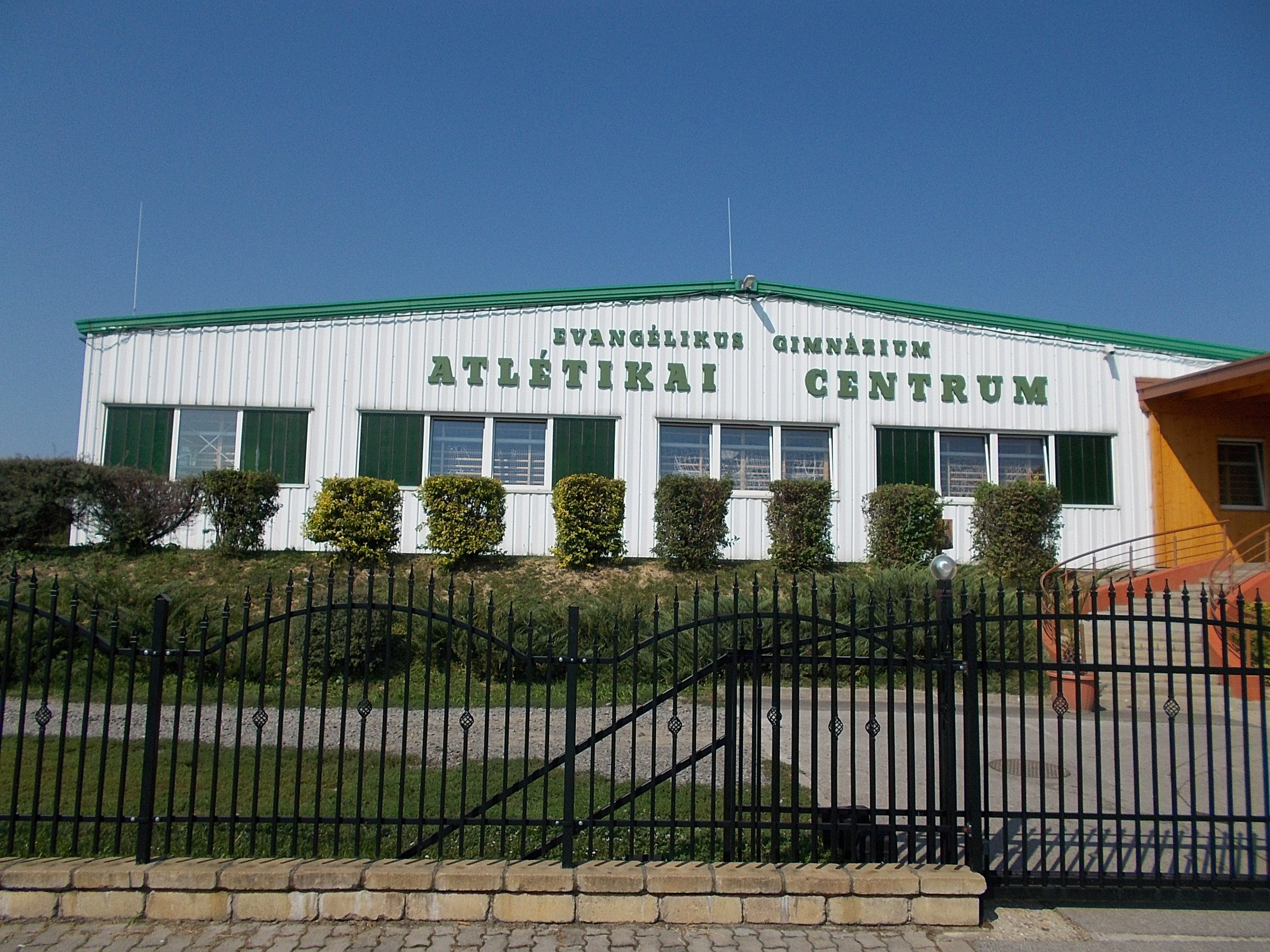
A Bonyhádi Atlétikai Centrum homlokzata a Bajcsy-Zsilinszky utcai parkoló felől

Mivel a gimnázium tanulóinak a létszáma folyamatosan növekedett, így szükségessé vált egy új fedett tornateremre. Éppen erre az időszakra esett a bonyhádi cipőipar leépülése, és az akkori igazgató, Ónodi Szabolcs meglátta a kínálkozó lehetőséget. Megvásárolták az intézménnyel szomszédos 2000 négyzetméteres, egykor a Salamander cég által építtetett ipari csarnokot a BONY Szövetkezettől. Mivel a csarnok belmagassága maximálisan is csak az 5 métert érte el, így tornaterem helyett egy fedett atlétikai csarnokot terveztek kialakítani belőle. A költségek mintegy százmillió forintot tettek ki. Az iskola és a város összefogásnak köszönhetően tavaszra elkészült a csarnok, melyet 2010 áprilisában ünnepélyes keretek között adott át Molnár Zoltán, a MOB főtitkára, valamint Gáncs Péter evangélikus püspök.
A Bonyhádi Atlétikai Centrum Magyarország 2. legnagyobb fedett atlétikai csarnoka, így számtalan versenyt és edzőtábort rendeztek már benne. A sporttér teljes egészét modern rekortán borítás fedi. Az épületben található egy 150 méteres futópálya, egy 20-szor 40 méteres pálya a labdajátékokhoz, 6 kosárpalánk, 2 távolugró gödör, több távolugró és rúdugró matrac, mindemellett 3 nagyteremre osztható a mindennapos napi testnevelés órákhoz.
A pályát lelátó veszi körül, amely mintegy 200-300 ülőhellyel rendelkezik. 2 női és 1 férfi öltözőt is kialakítottak, valamint külön mosdókat az udvari kijárat mellé. Az épület ezen kívül a nagyobb iskolai rendezvények helyszínéül is szolgál, amit segít a pályával párhuzamos táncterem is, valamint az onnan nyíló fedett terasz.
A csarnok mellett néhány melléképületet is megvásárlásra került, amelyek a csarnokot és a betonos udvart szegélyezik. Ezeket a gimnázium raktárhelyiségeknek, műhelyeknek, valamint garázsnak használja.

### Az intézmény sportlétesítményei

#### A Forberger László-futópálya

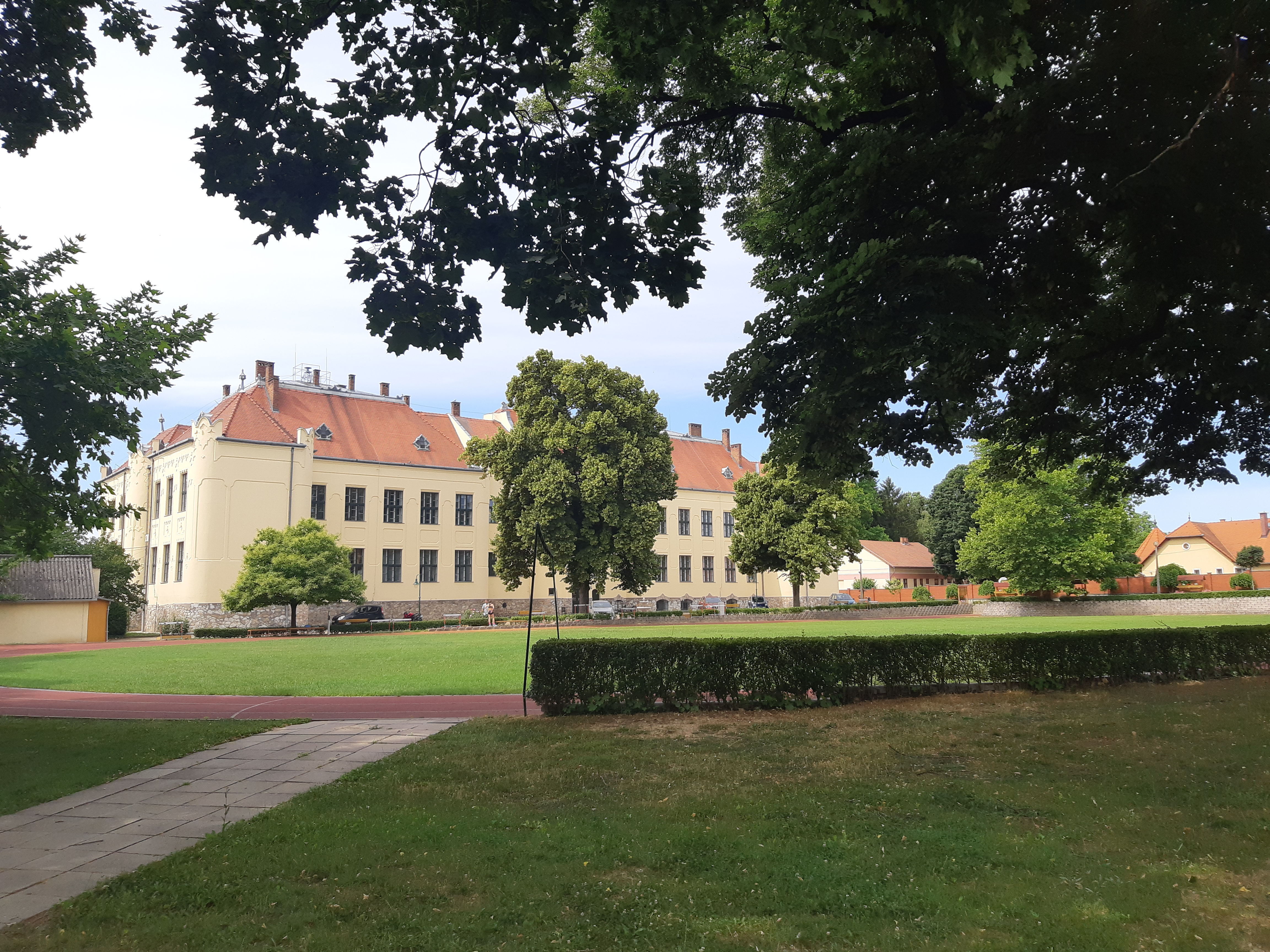
A főépület mögött elterülő Forberger László-futópálya, valamint az iskola parkja

A gimnázium és a kollégium közötti területet már évtizedek óta futópályaként használják. A ovális pálya eredetileg 220 méter hosszú és burkolat nélküli volt. 2006-ban, az intézmény bicentenáriuma alkalmából teljesen felújították, az új pálya egy 3 sávos, 200 m-es polytan borítású futókör, a gimnázium felőli egyenes pedig 120 m-es 4 sávos célegyenessé lett alakítva, egyik végén start berendezésekkel, a másikon pedig egy rúdugró matraccal. A felújított pálya Forberger László nevét kapta, aki a gimnázium és Bonyhád egyik legnagyobb hatású személye volt. A pálya gyakran használt beceneve a Fori-pálya.
Minden tanév legelején megrendezésre kerül a „Ki tud többet futni?” verseny, ahol az osztályok és a tanárok is összemérik tudásukat. Naponta általában egy-egy évfolyam fut, a cél a lehető legtöbb kör lefutása 3 óra alatt. A cél a 100 kör elérése, ami 20 km-es távot jelent. A legalább 100 kört elérők jogosultak lesznek a „100 körösök klubja” póló viselésére, melyen külön jelölve van a sikeresen teljesített 100 körös futások száma.

#### A Schulek Ágoston-ugrópálya
Mivel a gimnáziumi sport kiemelt területei az atlétikai ugrószámok, így célszerű volt egy speciális ugrópálya létrehozása. A kollégium és az atlétikai centrum közötti füves terület nyugati felén került kialakításra egy 72,5-szer 24 méteres, modern, rekortán borítású ugrópálya. A kivitelezés 2015 őszétől 2016 tavaszáig tartott, az 50 millió forintos költségből 40 milliót a Magyar Atlétikai Szövetség állt. Az ünnepélyes megnyitón részt vett Gáncs Péter evangélikus püspök, valamint Szalma László, a MASZ elnöke. A pályát a többszörös bajnok rúdugróról és a MASZ egykori elnökéről, Schulek Ágostonról nevezték el, s akinek a fia szintén jelen volt a megnyitón. A pálya egyaránt alkalmas magas-, távol- és rúdugró versenyek lebonyolítására.

#### További sportlétesítmények
A kollégium és a Forberger-pálya közti területen található egy 1100 m2 területű betonozott pálya, amelyet a futópályával egyidőben újítottak fel. Itt szokták megrendezni a kollégium hagyományos kispályás labdarúgó tornáit, de a kültéri iskolai rendezvények helyszínéül is szolgál, jó idő esetén itt tartják az évnyitókat, évzárókat és a ballagási ünnepségeket. Több reflektor biztosítja az éjszakai sportesemények lebonyolításának lehetőségét.A pálya mellett található két röplabdapálya is, a nyugati homokkal fedett, a keleti pedig szintén egy burkolattal ellátott betonpálya. Emellett több szabadtéri, szertornához használt eszköz található: egy korlát, egy nyújtó és egy felemás korlát. Ez és a kis tornaterem határolják az aszfaltozott kosárpályát, amelyhez még kisebb nézőteret is kialakítottak. Két homokos távolugrógödör található még itt, az egyik, már használaton kívüli a kosárpálya és a kerítés között, a másik pedig a kispálya mellett. A kollégium bejárata előtt található még egy nagy méretű szabadtéri sakk-készlet.

## Osztályok és képzések
A gimnáziumba a tanulók érdeklődési körük szerint az alábbi osztályokba jelentkezhetnek:
- A osztály: a 6 évfolyamos gimnáziumi képzést választók osztálya; 2 részből áll, a fele emelt szinten tanulja a matematikát és a fizikát, a másik fele pedig nyelvet tanul. A 2013–2014-es tanévig német nemzetiségi nyelvet lehetett tanulni, utána két évfolyamon angolos és németes csoportból lehetett választani, de 2016-tól csak emelt német nyelvi képzés választható. 2021-ben leérettségizett egy rekordlétszámú, 41 fős osztály.[40]
- B osztály: a 4 évfolyamos humán osztály; emelt óraszámban tanulják a magyar nyelvet és irodalmat, a történelmet, valamint az angol és német nyelv egyikét.
- C osztály: 4 évfolyamos reál osztály; a tanulók emelt óraszámban tanulják a matematikát, a fizikát és az informatikát. Korábban az osztály fele-fele volt a matekos és biológiás csoport, de az E osztály indulásával ez maradt az előbbi tanmenetnél.
- D osztály: az Arany János Tehetséggondozó Program osztálya. Miután az F osztályként eltöltött előkészítő évet elvégezték, a tanulók egy 4 évfolyamos általános tanmenetű osztályként folytatják tanulmányaikat.
- E osztály: 4 évfolyamos reál osztály; az ide jelentkezők biológiát és kémiát tanulnak emelt óraszámban. Az osztály eredetileg 2014-ben indult, akkor még a fizika is az emelt szintű képzés része volt, de 2016-tól ez kikerült a tantervből. Az induló osztály az alacsony létszám miatt még megszűnt, így az első E osztály 2019-ben érettségizett le, ráadásul egyből a gimnázium egyik valaha volt legeredményesebb osztályaként végeztek.[41]
- F osztály: az 1+4 éves Arany János Tehetséggondozó Program előkészítő évfolyama. A felvett diákok 1 éven át több tantárgyat csoportbontásban tanulnak, hogy megalapozzák későbbi tanulmányaikat. Az iskola a program alapító tagja, az első AJTP-s osztálya 2000-ben indult.
- G osztály: tervezett 1+8 évfolyamos osztály, aminek első éveit a diákok az intézményhez tartozó általános iskolában töltenék. Kísérleti jelleggel 2020-ban indult el.[42]

A 11. osztálytól kezdve a diákok fakultációs tárgyakat választhatnak heti 2-szer 2 órában. Megfelelő létszám esetén bármelyik tárgyból indítanak fakultációt, a nagyobb létszámú tantárgyaknál a tanulókat a teljesítményük alapján kisebb létszámú csoportokra osztják. Ettől az évtől a matematikát és az idegen nyelveket is sávokban tanulják a diákok, ahová képzettségük és érdeklődésük alapján kerülnek beosztásra.

## Versenyek

### A gimnázium által szervezett országos tanulmányi versenyek
- Országos Lotz János Szövegértési és Helyesírási Verseny[43][44]
- „Ésszel járom be a Földet!” A Földgömb Nemzetközi Földrajzverseny[45]
- Nemzetközi Müller Ferenc Kémiai Emlékverseny
- „Glasperlenspiel” (Üveggyöngyjáték) – német nyelvi, kultúrtörténeti és országismereti verseny
- Dr. Szentágothai János Biológia Verseny[46]
- László Gyula Országos Középiskolai Történelemverseny[47]
- Gymnasion

### A gimnázium tanulóinak jelentősebb versenyeredményei
A bonyhádi gimnázium hagyományosan a reál és természettudományos tárgyakból volt erős, ami a reálgimnáziummá válástól datálható. Az iskola tanulói a különféle tantárgyak nemzetközi megmérettetésein, valamint különféle sportágakban is többször képviselhették Magyarországot. Az alábbi táblázat a legjelentősebb nemzetközi és országos tanulmányi versenyeken elért eredményeket sorolja fel.

#### Nemzetközi eredmények
| Név                          | Év   | Tantárgy   | Verseny                                                 | Eredmény                                |
| ---------------------------- | ---- | ---------- | ------------------------------------------------------- | --------------------------------------- |
| Palasik Sándor               | 1981 | fizika     | 12. Nemzetközi Fizikai Diákolimpia                      | ezüstérem                               |
| Katz Sándor                  | 1993 | fizika     | 24. Nemzetközi Fizikai Diákolimpia                      | aranyérem (egyéni) 2. helyezés (csapat) |
| Tekeli Tamás                 | 2011 | földrajz   | Nemzetközi Földtudományi Olimpia (IESO)                 | bronzérem                               |
| Köpenczei Gergő Énekes Péter | 2012 |            | ISEF Nemzetközi Innovációs Olimpia                      | 4. helyezés                             |
| Bősze Zsuzsanna              | 2013 | matematika | European Girls' Mathematical Olympiad (EGMO)            | bronzérem                               |
| Stein Ármin Krisztián        | 2013 | földrajz   | National Geographic World Championship                  | 11. helyezés                            |
| Baglyas Márton               | 2014 | kémia      | European Union Science Olympiad (EUSO)                  | aranyérem                               |
| Stein Ármin Krisztián        | 2015 | földrajz   | Nemzetközi Földrajzi Diákolimpia (iGeo)                 | ezüstérem                               |
| Stein Ármin Krisztián        | 2016 | földrajz   | Nemzetközi Földrajzi Diákolimpia (iGeo)                 | bronzérem                               |
| Kozma Csaba                  | 2016 | biológia   | Nemzetközi Junior Természettudományi Diákolimpia (IJSO) | ezüstérem                               |
| Kozma Csaba                  | 2017 | biológia   | Európai Unió Természettudományos Diákolimpiája (EUSO)   | ezüstérem                               |
| Kozma Csaba                  | 2019 | biológia   | Nemzetközi Biológiai Diákolimpia (IBO)                  | aranyérem                               |
| Szekeres Panna               | 2022 | földrajz   | Nemzetközi Földrajzi Diákolimpia (iGeo)                 | bronzérem                               |

#### Kiemelkedő országos eredmények
| Név                   | Év   | Tantárgy    | Eredmény |
| --------------------- | ---- | ----------- | -------- |
| Genczler Rozália      | 1974 | orosz nyelv | 10.      |
| Genczler Rozália      | 1975 | orosz nyelv | 6.       |
| Dávid József          | 1976 | fizika      | 6.       |
| Bátori Péter          | 1977 | fizika      | 10.      |
| Kirch Zoltán          | 1977 | matematika  | 3.       |
| Vincze István         | 1978 | fizika      | 7.       |
| Láng Győző            | 1979 | kémia       | 10.      |
| Porkoláb Judit        | 1979 | orosz nyelv | 6.       |
| Tóth Tamás            | 1980 | matematika  | 10.      |
| Palasik Sándor        | 1980 | matematika  | 7.       |
| Énekes Béla           | 1981 | matematika  | 1.       |
| Palasik Sándor        | 1981 | matematika  | 2.       |
| Vindics István        | 1983 | matematika  | 7.       |
| Ambrus László         | 1983 | matematika  | 8.       |
| Juhász Tamás          | 1983 | fizika      | 1.       |
| Jurisits Miklós       | 1984 | fizika      | 5.       |
| Kolta Dóra            | 1984 | orosz nyelv | 6.       |
| Baumgartner Zoltán    | 1985 | matematika  | 8.       |
| Vindics Péter         | 1986 | matematika  | 7.       |
| László Ákos           | 1988 | matematika  | 8.       |
| Katz Sándor           | 1993 | matematika  | 4.       |
| Katz Sándor           | 1993 | fizika      | 2.       |
| Hartmann Miklós       | 1998 | matematika  | 4.       |
| Cséke Balázs          | 2009 | matematika  | 2.       |
| Lamm Éva              | 2009 | matematika  | 4.       |
| Tekeli Tamás          | 2011 | földrajz    | 6.       |
| Bősze Zsuzsanna       | 2013 | matematika  | 8.       |
| Baglyas Márton        | 2014 | kémia       | 2.       |
| Szász Norbert         | 2015 | fizika      | 9.       |
| Baglyas Márton        | 2015 | kémia       | 3.       |
| Stein Ármin Krisztián | 2015 | német nyelv | 2.       |
| Stein Ármin Krisztián | 2016 | német nyelv | 1.       |
| Tóth Bence Tamás      | 2017 | német nyelv | 2.       |
| Kozma Csaba           | 2018 | biológia    | 1.       |
| Galág Botond Balázs   | 2018 | földrajz    | 3.       |
| Kozma Csaba           | 2019 | biológia    | 2.       |
| Galág Botond Balázs   | 2019 | földrajz    | 2.       |
| Tanner Norman Noel    | 2020 | biológia    | 10.      |
| Tanner Norman Noel    | 2021 | biológia    | 3.       |

## A Bonyhádi Öregdiák Szövetség (BÖSZ)
A Bonyhádi Öregdiák Szövetség, elterjedt rövidítéssel BÖSZ a gimnáziumban végzett tanulókat fogja össze, valamint informálja az iskolai életről. A szervezet jogelődje még 1936-ban alakult meg. A második világháború alatt és után betiltották az egyesületet, amit 1981-ben, az iskola alapításának 175. évfordulójára egybegyűlt öregdiákok döntésére újjászerveződött. Az újjáalakult egyesület célja lényegében azonos az eredeti szerveződésével: a barátság, az összetartozás, az iskola iránt érzett megbecsülés és szeretet ápolása. Legfontosabb feladatának, céljának tekinti a volt bonyhádi petőfisek gimnáziumhoz és városhoz való kötődésének erősítését, az emlékek gondozását, a kapcsolattartást, valamint a mindenkori diákság és az öregdiákok közötti kapcsolatok kiépítését, a segítés különböző formáinak megtalálását és elősegítését.
Az évközi kapcsolatépítéseken, az osztály- és évfolyam-találkozók szervezésén túl az egyesületnek a legfontosabb eseménye a BÖSZ Nap, amelyet minden év májusában kerül megrendezésre. Ezen a rendezvényen az 50 éve maturáltakat örökös diákká fogadja a gimnázium és a szövetség, valamint ekkor kerülnek átadásra a Koritsánszky Ottó-, a Gyalog István- és a BÖSZ Junior-díjak is. Az egyesület sokféleképpen támogatja az iskolát, többek között a 2006-ban újjáalakult iskolai cserkészek zászlóját az akkor 88 éves öregdiák, Szuprics Vendel adományozta, aki később a legidősebb volt gimnazista is lett, 100. születésnapja alkalmából a BÖSZ és a gimnázium küldöttsége személyesen is fölköszöntötte és kitüntette őt.
A szövetség hírlevelet is készített, melyben szerepeltek aktuális hírek, riportok több öregdiákkal, bemutatásra került néhány frissen diplomázott maturandusz, de iskolatörténetről és régi fényképekről és azok sztorijairól is olvashattak a honlapot felkeresők. A hírlevelekben egyházi iskolához méltóan Útravaló címmel volt olvasható a lelkész néhány gondolata és jótanácsa. A hírlevelet 2020. májusától kezdve a szövetség új honlapján lehetett olvasni.
Az egyesület tagsága nyitott volt, tagja lehetett bármelyik volt bonyhádi diák, de pártoló tagként bárki csatlakozhaottt, aki a bonyhádi gimnázium mellett elkötelezte magát és egyetértett az egyesület törekvéseivel. A szervezet elnöke Filó Tamás volt. Sajnos a szövetség az elnök leköszönése után nem tudott tovább működni, és a 2021–2022-es tanév végén végelszámolás alá került.

## A gimnázium igazgatói

### A bonyhádi egyházi gimnázium igazgatói
- Gyalog István (1889–1918)
- Faik Henrik (1918–1932)
- Hajas Béla (1932–1938)
- Zerinváry János (1938–1944)
- Rózsa Sándor (1944–1949)

### Az állami gimnázium igazgatói
- Miklós Péter (1949–1953)
- Kolta László (1953–1958)
- Kövecses Vilmos (1958–1961)
- Pém József (1962–1966)
- Schwarcz Tibor (1966–1987)
- Erdélyesi János (1987–1990)
- Dévényi Ferencné (1990–1992)[62]

### Az egyházi gimnázium igazgatói
- Sántha Lászlóné (1992–1999)
- Ónodi Szabolcs (1999–2013)
- Andorka Gábor (2013–)

## Az intézmény híres diákjai
- Balassa János sebész és egyetemi tanár, az MTA tiszteletbeli tagja
- Balázs Kovács Sándor néprajzkutató, történész
- Barabás Éva televíziós műsorvezető[63]
- Bokor Vilmos festőművész
- Bonyhádi Jenő újságíró, főszerkesztő, külügyi szakértő
- Cserháti József pécsi püspök
- Fáy Ferenc költő, az emigráns irodalom jelentős alakja
- Gál István irodalomtörténész
- Győző László színművész
- Illyés Gyula háromszoros Kossuth-díjas költő, író, drámaíró, műfordító, lapszerkesztő, az MTA levelező tagja
- Imreh Balázs matematikus, informatikus, egyetemi docens
- Katz Sándor fizikus, az MTA rendes tagja[64]
- Kerti Károly grafikus- és festőművész
- Kolta János demográfus, geográfus, jogász
- Koritsánszky Ottó gyógyszerész, szakíró, a BÖSZ alapító elnöke[65]
- Lotz János nyelvészprofesszor
- Mayer Mihály pécsi püspök[66]
- Máté Károly irodalom- és sajtótörténész, újságíró, egyetemi tanár
- Mozsonyi Sándor gyógyszerész, egyetemi dékán
- Mőcsényi Mihály világhírű Kossuth-, Széchenyi- és Sir Geoffrey Jellicoe-díjas magyar kertészmérnök, tájépítész[67]
- Mühl Henrik orvos, országgyűlési képviselő, német nemzetiségi politikus, a Volksbund tiszteletbeli elnöke ( utóbbi tevékenysége kapcsán az 1930–40-es években, németbarát attitűdje miatt több ízben került összetűzésbe az iskola akkori diákságával).
- Nusser Zoltán Széchenyi-díjas magyar állatorvos, biológus, neurobiológus, az MTA tagja
- Ordass Lajos evangélikus püspök[68]
- Pesthy Pál kúriai bíró, országgyűlési képviselő, igazságügy-miniszter, az Egységes Párt országos elnöke
- Petőfi Sándor költő, forradalmár és szabadságharcos[69]
- Potápi Árpád János államtitkár, országgyűlési képviselő[70]
- Sass István szabadságharcos, Tolna vármegye főorvosa
- Somogyi István orvos, egyetemi tanár, klinikaigazgató
- Tamás Menyhért Kossuth- és Magyarország Babérkoszorúja díjas magyar költő, író, műfordító, a MOMA tagja
- Tillmann J. A. (József Adalbert) magyarországi német filozófus, esszéista, műfordító, egyetemi tanár
- Verseghy Ferenc fazekas[71]
- Virág Ferenc pécsi püspök[72]